# Krummenhagener See
Der Krummenhagener See ist ein etwa 260 Hektar großes Feuchtgebiet ungefähr acht Kilometer südlich der Hansestadt Stralsund in Mecklenburg-Vorpommern. Der See teilt sich in mehrere Freiwasserflächen mit angrenzenden Niedermoorflächen. In der Nähe des Sees befinden sich der namensgebende Ort Krummenhagen sowie Negast und Zarrendorf. Der See wird westlich von der Bundesstraße 194 gestreift. Das Gebiet ist insgesamt etwa 2,3 Kilometer lang und 500 Meter breit.
Der See liegt im gleichnamigen Naturschutzgebiet und ist außerdem Bestandteil des FFH-Gebiets Krummenhagener See, Borgwallsee und Pütter See und des Vogelschutzgebiets Nordvorpommersche Waldlandschaft.

## Geschichte und Wasserhaushalt
Der Krummenhagener See entstand während der letzten Eiszeit innerhalb einer Sanderfläche. Schmelzwasser des abtauenden Gletschers durchfloss den Bereich und schürfte die Vertiefung der heutigen Seefläche aus. In den folgenden Jahrtausenden füllten bis zu drei Meter mächtige Mudden den abflusslosen See, auf denen in geringer Mächtigkeit Torf aufwuchs. Die heutigen Seetiefen liegen oft unter 0,5 Meter. Menschliche Nutzung ist seit dem 13. Jahrhundert durch das Kloster Neuenkamp belegt. Der See wurde fischereilich genutzt und für den Betrieb von Wassermühlen in Stralsund angestaut, wobei das Seewasser über den Mühlengraben, Borgwallsee und Pütter See abfloss. Auch direkt am Seeauslauf wurde bis 1859 eine Wassermühle betrieben. Mit Aufgabe der Mühlennutzung wurde der Seespiegel abgesenkt. Der Umfang der freien Wasserfläche nahm stark ab. Der damals 250 Hektar umfassende See teilte sich in einzelne Freiwasserbereiche. Durch zwei Pumpwerke wird Wasser aus den angrenzenden Niedermoorflächen in den See gepumpt, der in den Borgwallsee über den Mühlengraben entwässert wird.